# Tears Don’t Fall
«Tears Don’t Fall» — третий сингл валлийской металкор-группы Bullet for My Valentine с их дебютного альбома The Poison. Релиз сингла состоялся 17 июня 2006 года на лейбле Trustkill Records в США. Сингл одержал победу в Kerrang! Award for Best Single. Также песня заняла 24 место в «The Hot Mainstream Rock Charts» и 32 место в «Top Modern Rock Charts».

## Описание
«Tears Don’t Fall» — одна из самых известных песен группы. Песня неоднократно переиздавалась на различных сборниках и DVD таких, например как :The Poison: Live at Brixton, Rock am Ring 2006, и Scream Aim Fire: Live at London Alexandria. В 2013 году на четвёртом альбоме группы «Temper Temper», была издана песня под названием «Tears Don’t Fall (part 2)». Сама эта песня представляет собой «продолжение» «первой части», схожесть песен заключается в похожих мелодиях. «Вторая часть» песни начинается со слов «Let’s go again».

## Видеоклип
Клип повествует о короткой истории взаимоотношений между женщиной и мужчиной. Начинается с того, что влюбленная пара едет в машине. Вечером они приезжают в придорожный отель, где снимают номер на двоих. На следующий день девушка пытается продолжить вчерашние отношения, но мужчина отвергает её. По дороге мужчина обнаруживает, что топливный бак опустел и выходит из машины, чтобы наполнить его бензином. Но при заправке, канистра с бензином выпадает из рук мужчины и он обвиняет в этом девушку. Между ними происходит ссора и девушка остается на шоссе одна. Мужчина снова приезжает в отель и встречает другую девушку, с которой уединяется в номере. Добравшись до придорожного отеля, первая девушка врывается в номер и обливает пару и себя водой из канистры, однако её бывший бойфренд и его новоиспечённая спутница думают, что это бензин. Девушка зажигает зажигалку и бросает её в бензин (воду), тем самым до смерти пугая любовников, а затем уходит, состроив им напоследок насмешливую гримасу.

## Список композиций
Релиз сингла в Великобритании имеет три формата: два первых — это релиз сингла на CD, а второй — виниловая пластинка. Все релизы сингла в Великобритании проходили через лейбл Visible Noise.
| CD 1                                                                        |                            |       |      |
|                                                                             | Track                      | Title | Time |
| 1                                                                           | Tears Don’t Fall           | 4:40  |      |
| 2                                                                           | Domination (Pantera cover) | 5:06  |      |
| Enhanced Material: - Клип к «Tears Don’t Fall» - Обложка для рабочего стола |                            |       |      |

| CD 2 |                                                                             |       |      |
|      | Track                                                                       | Title | Time |
| 1    | Tears Don’t Fall (Live at Brixton Academy)                                  | 6:12  |      |
| 2    | 4 Words (To Choke Upon) (Live at Brixton Academy)                           | 3:53  |      |
| 3    | Suffocating Under Words of Sorrow (What Can I Do) (Live at Brixton Academy) | 4:01  |      |

| Издание на виниле |                                             |       |      |
|                   | Side                                        | Title | Time |
| 1                 | Tears Don’t Fall                            | 4:40  |      |
| 2                 | Welcome Home (Sanitarium) (Metallica cover) | 6:17  |      |

| Немецкое издание |                                                                             |       |      |
|                  | Track                                                                       | Title | Time |
| 1                | Tears Don’t Fall                                                            | 4:40  |      |
| 2                | Domination (Pantera cover)                                                  | 5:06  |      |
| 3                | Welcome Home (Sanitarium) (Metallica cover)                                 | 6:17  |      |
| 4                | Suffocating Under Words Of Sorrow (What Can I Do) (Live at Brixton Academy) | 4:02  |      |
| 5                | 4 Words (To Choke Upon) (Live at Brixton Academy)                           | 3:52  |      |

Цифровая дистрибуция
- «Tears Don’t Fall» (CLA Radio Edit)

## Участники записи
- Мэттью Так — ведущий вокал, ритм и соло-гитара
- Майкл Пэджет — ритм и соло-гитара, бэк-вокал
- Джейсон Джеймс — бас-гитара, вокал
- Майкл Томас — ударные